# Mick Hollis
Mick Hollis (sinh ngày 14 tháng 11 năm 1949) là một cầu thủ bóng đá người Anh, từng thi đấu ở vị trí tiền đạo tại Football League cho Barrow, Chester, Stockport County và Reading.